# Trichomalopsis microptera
Trichomalopsis microptera is een vliesvleugelig insect uit de familie Pteromalidae. De wetenschappelijke naam is voor het eerst geldig gepubliceerd in 1887 door Lindeman.